# Quiahuiztlan

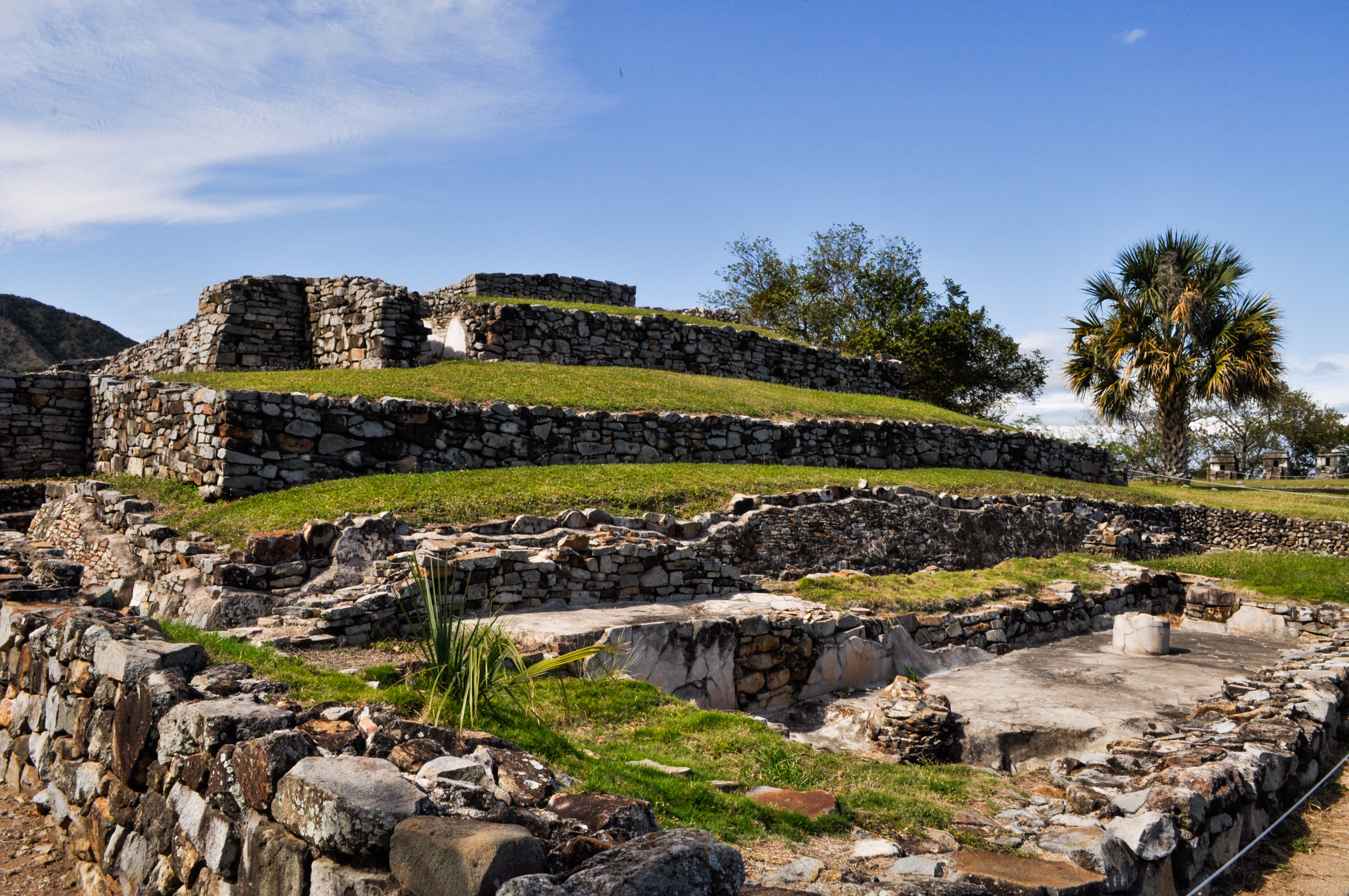
Quiahuiztlan – archäologische Stätte

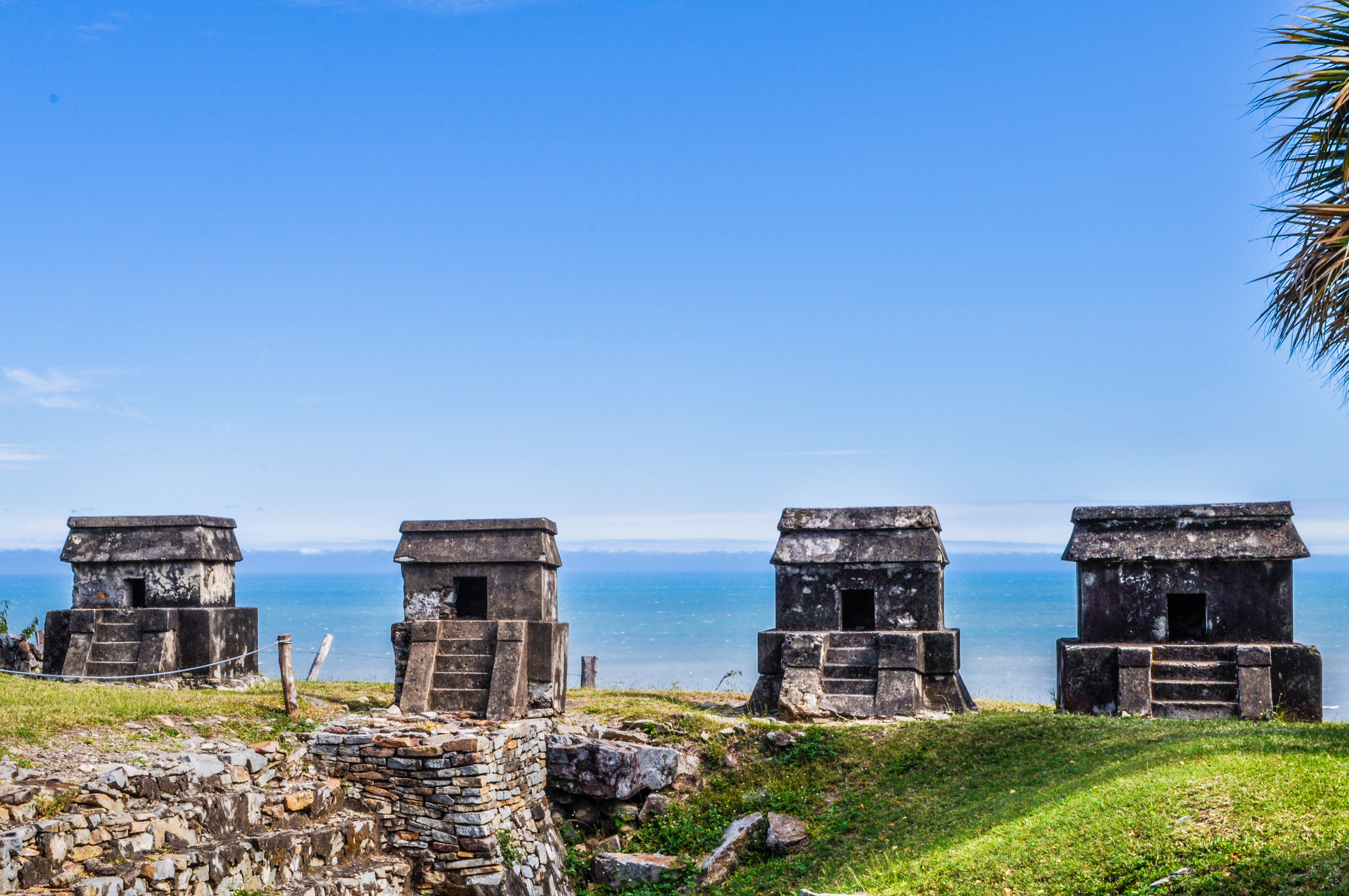
Grab- oder Miniaturtempel mit horizontal gegliedertem Dächern und Treppenaufgängen

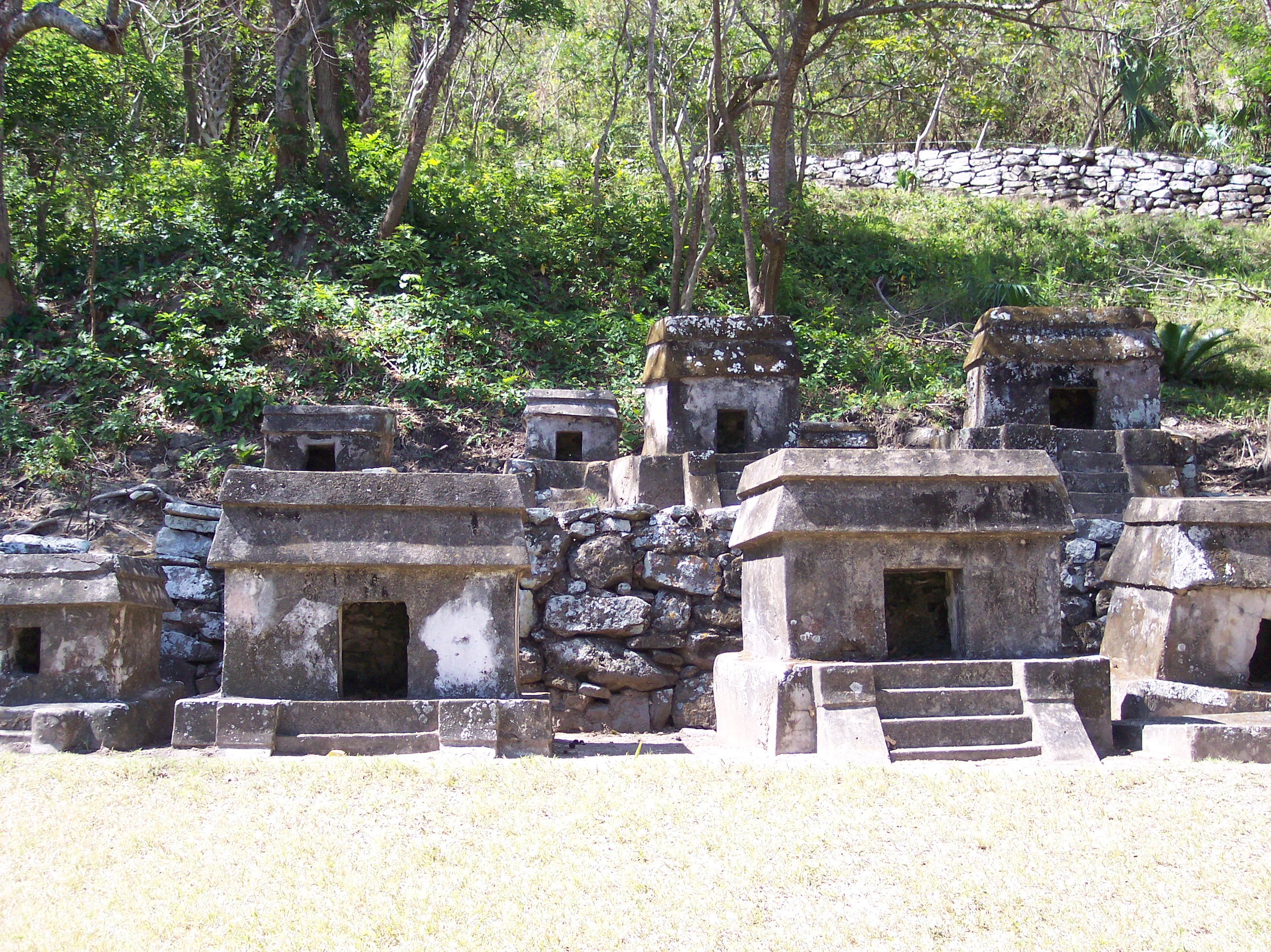
Miniaturtempel mit gegliedertem Dach und Treppenaufgang

Quiahuiztlan ist eine kleine archäologische Stätte im mexikanischen Bundesstaat Veracruz nahe der Küste des Golfs von Mexiko.

## Lage
Quiahuiztlan liegt knapp 80 km nördlich der modernen mexikanischen Hafenstadt Veracruz auf einem flachen Geländeabsatz nahe dem Vulkanschlot des Cerro de los Metates.

## Geschichte
Quiahuiztlan gehört der postklassischen Epoche (ab 900 n. Chr.) an und bestand bis zur Eroberung durch die spanischen Konquistadoren, in deren Verlauf sie verlassen wurde.
In der Nähe hat der Eroberer Mexikos, Hernán Cortés, im Jahre 1519 die erste spanische Stadt, Villa Rica de Vera Cruz, gegründet, die allerdings bereits nach fünf Jahren wieder aufgegeben und weiter nach Süden verlegt wurde. In Quiahuiztlan fand Cortés bei den Totonaken und ihrem Herrscher, den er den „Dicken Kaziken“ nannte, die entscheidende Unterstützung für seinen Eroberungszug gegen die Azteken.

## Bauten
Grabtempel:
Kennzeichen des nur für rituelle Zwecke bestimmten Ortes sind eigenartige Grabbauten, wie sie nur hier und an einigen wenigen Plätzen der unmittelbaren Umgebung auftreten. Über den eigentlichen Gräbern wurden Miniaturtempel von ca. 1 bis 2 m Höhe errichtet. Sie stehen gleich den großen Tempeln, in Reihen auf niedrigen Plattformen mit einer zentralen Treppe und schließen einen rechteckigen freien Platz ein. Die 78 kleinen Tempel sind in mehreren Gruppen nicht weit voneinander angeordnet. Ihr meist guter Erhaltungszustand (allerdings ist der Grad der Restaurierung nicht klar zu bestimmen) gibt einen genauen Eindruck, wie die großen Tempel ausgesehen haben, von denen meist nur Reste erhalten sind. So ist es auch mit den normal großen Tempeln von Quiahuiztlan, zwischen denen die kleinen Grabanlagen liegen. Von ihnen sind nur noch die Grundmauern erhalten. Teile des Bezirks mit den Grabstätten und Tempeln sind von einer niedrigen Mauer umgeben, die weniger ein Hindernis als eine symbolische Abgrenzung darstellt.
Ballspielplatz:
Der Ballspielplatz, der den rituellen Charakter des Ortes unterstreicht, liegt auf einer etwas niedrigeren Geländestufe. Er hat die typische Form mit einer breiten Spielgasse, schmalen und niedrigen Absätzen auf beiden Seiten, schrägen Reflexwänden und hofartigen Erweiterungen an den beiden Enden der Spielgasse. Das Baumaterial in ganz Quiahuiztlan sind Steinplatten, die so natürlich anstehen und keiner besonderen Zurichtung bedürfen.

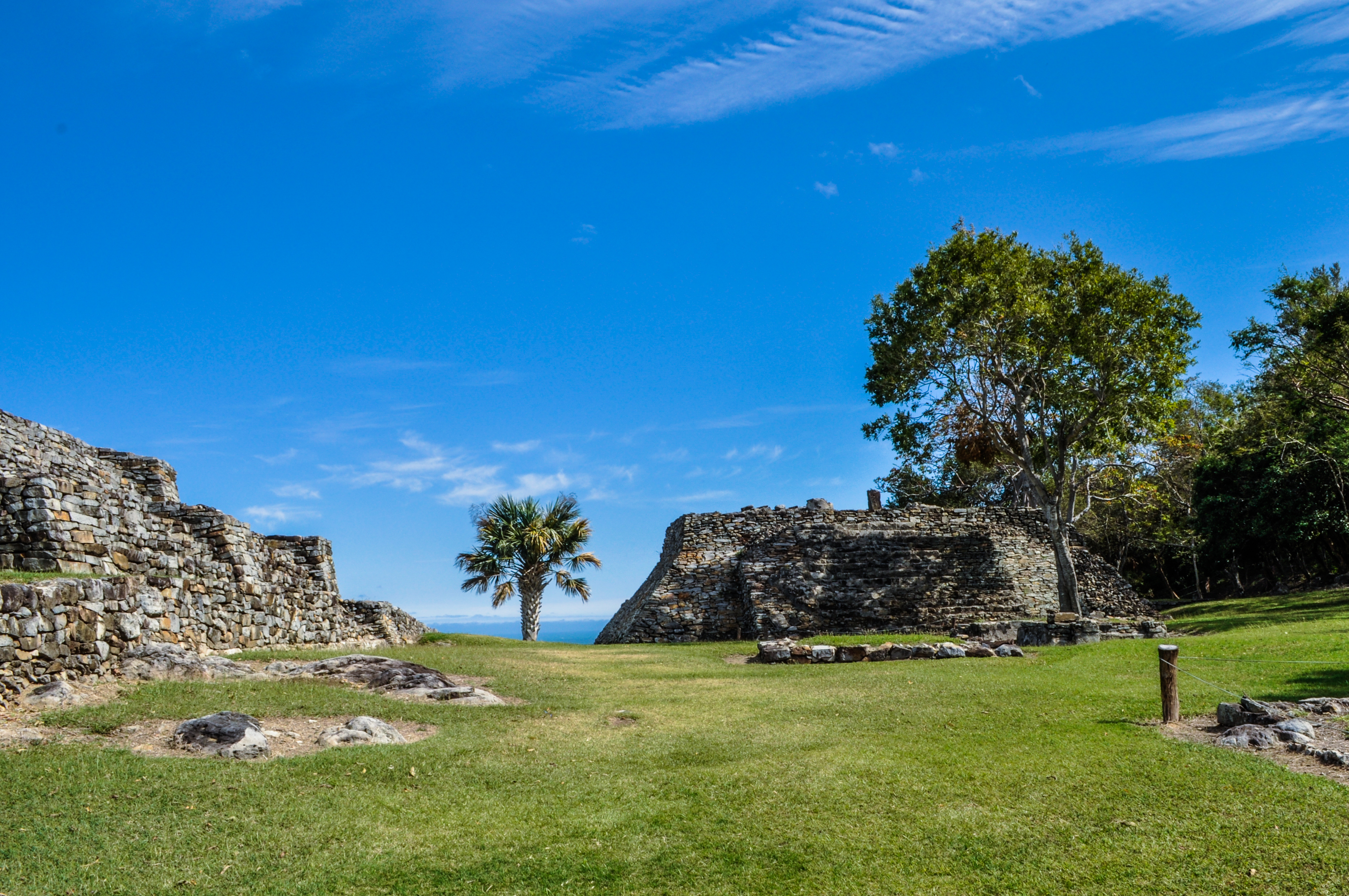
Quiahuiztlan
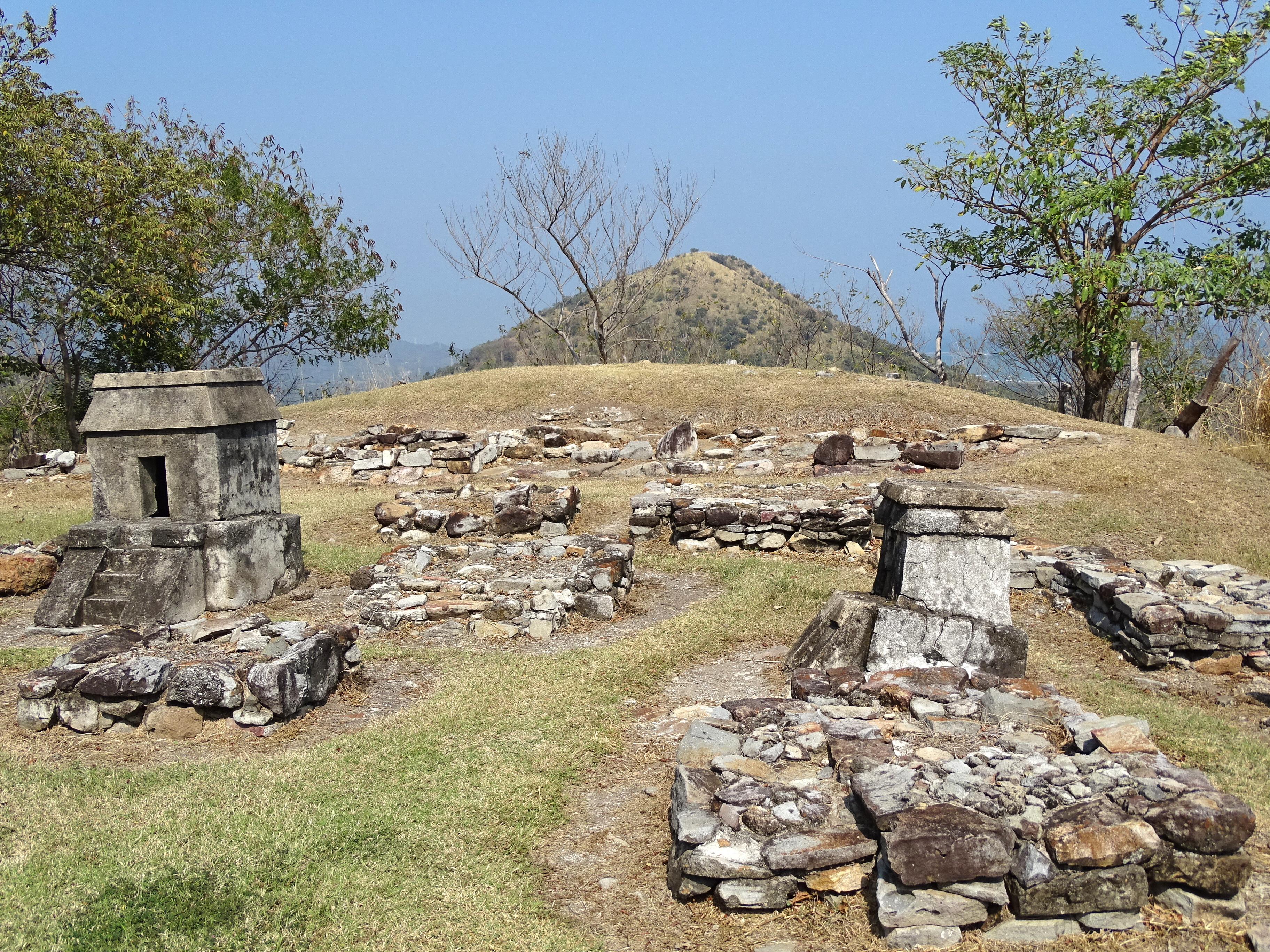
Quiahuiztlan
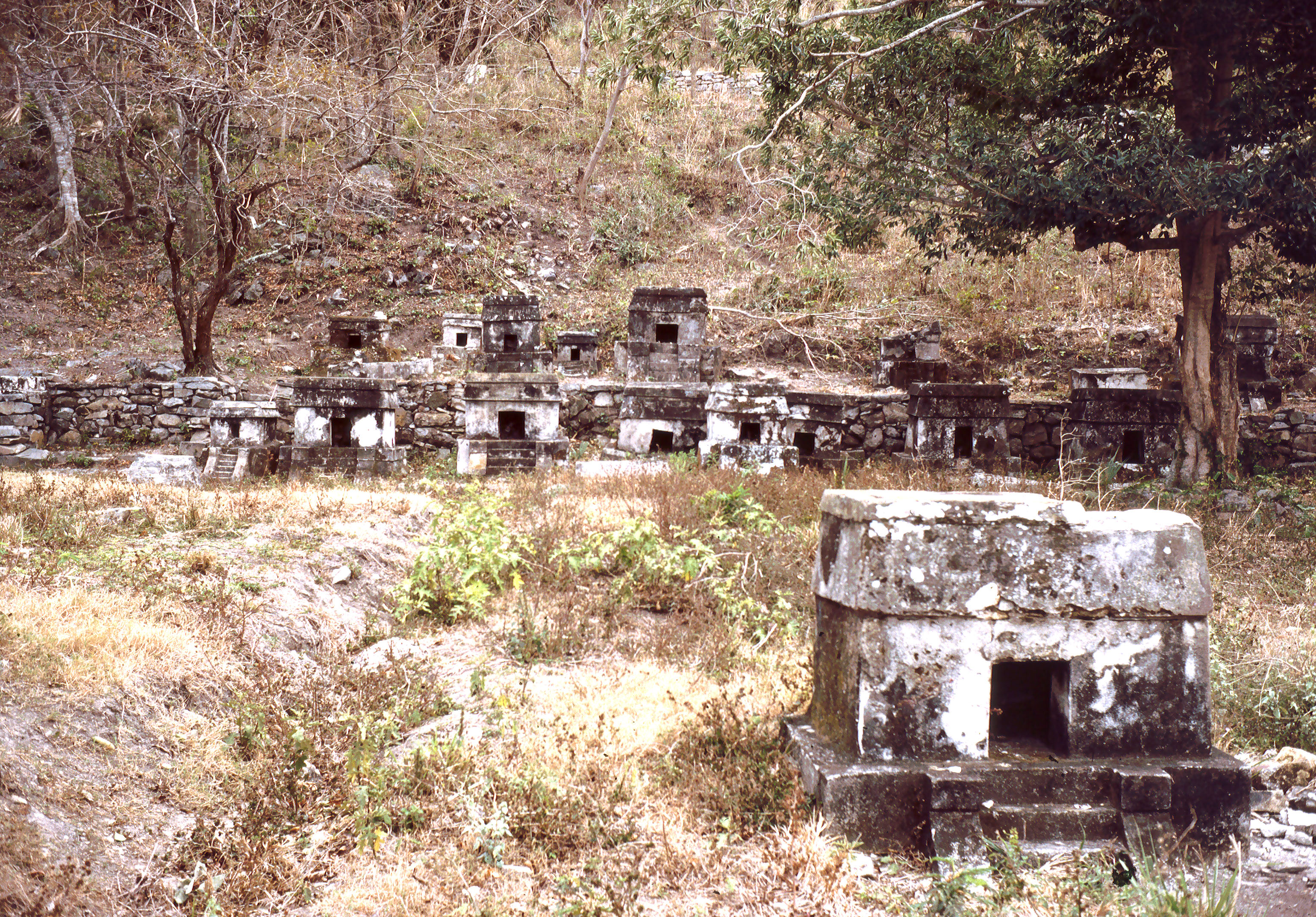
Gruppe von Miniaturtempeln
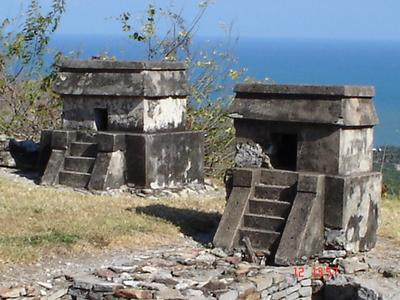
2 Tempel
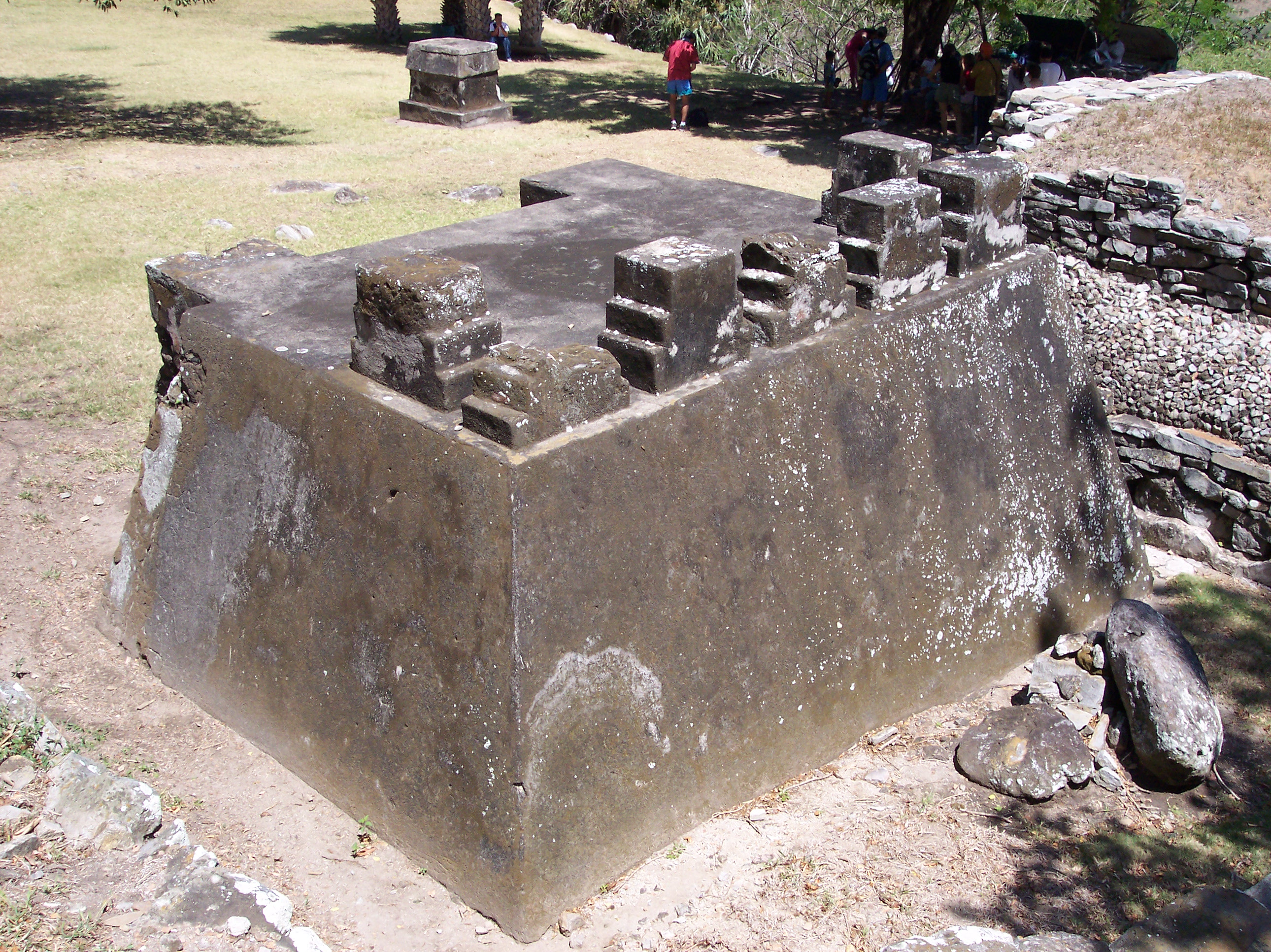
Miniaturtempel mit Mauerzinnen
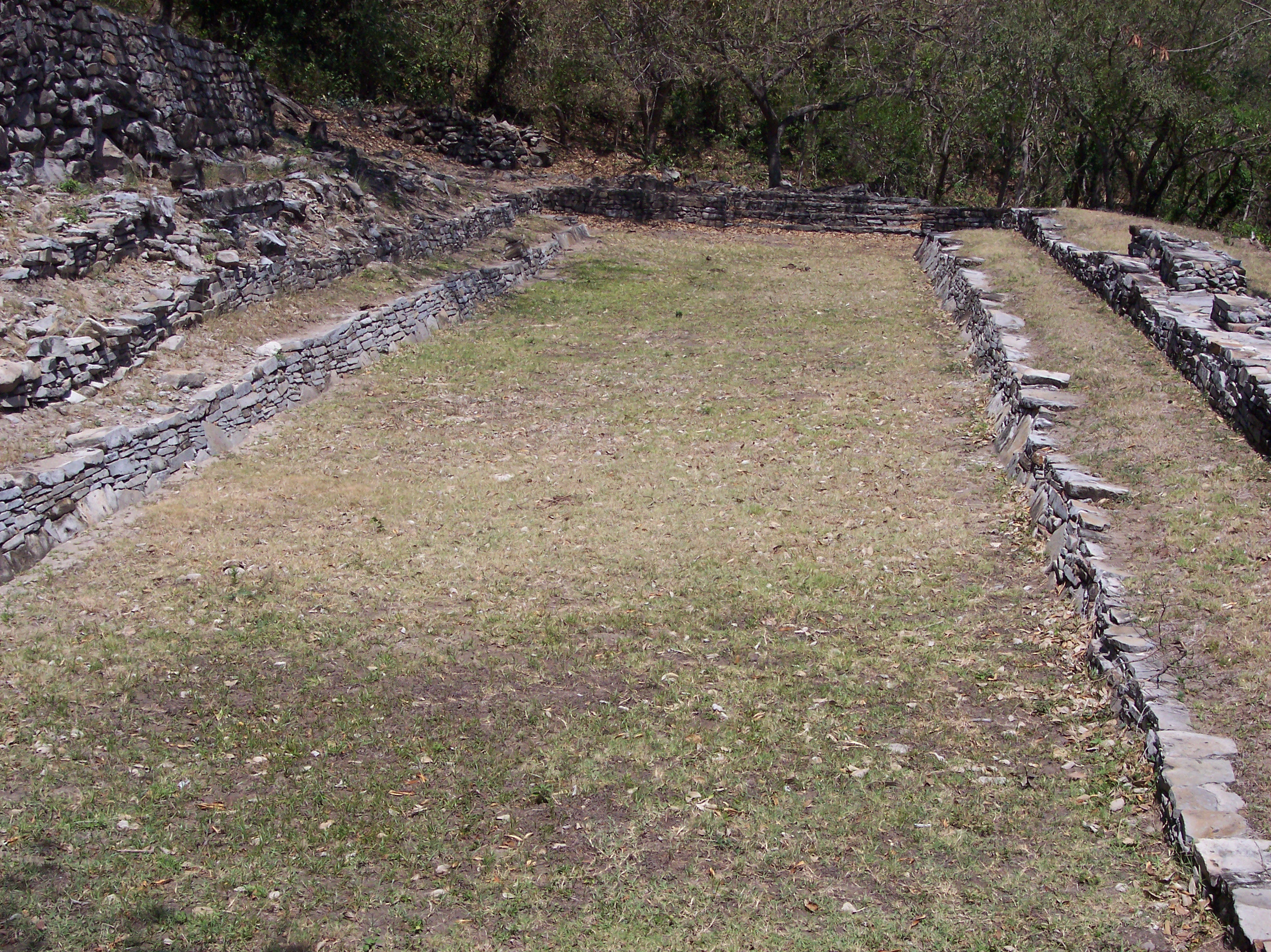
Ballspielplatz